# Cuprum Arena
Cuprum Arena — багатофункціональний торговий та офісний центр в Любіні, Польща. Відкритий 9 травня 2009 року. Відкриття центру викликало велике зацікавлення у відвідувачів, у перші 2 дні його відвідало приблизно 150 тис. осіб. У 2013 році загальна відвідуваність торгового центру становила 6 млн.

## Назва
Назва торгового центру Cuprum Arena відносить до двох понять — мідь та арена. Перше символізує регіон, в якому розташований ТРЦ — Леґницько-Ґлоґовський мідоносний район, який має давню історію. Данину цьому металу також віддає фасад будівлі, облаштований алюмінієвими пластинами, вкритими мідно-червоним покриттям. Арена ж вказує на проект споруди: магазини та заклади побутового обслуговування розташовані по колу, а простір всередині споруди вільний; всього у світі є три торгових центри, виконаних у формі арени і Cuprum Arena є першим закладом такого роду в Польщі.

## Опис

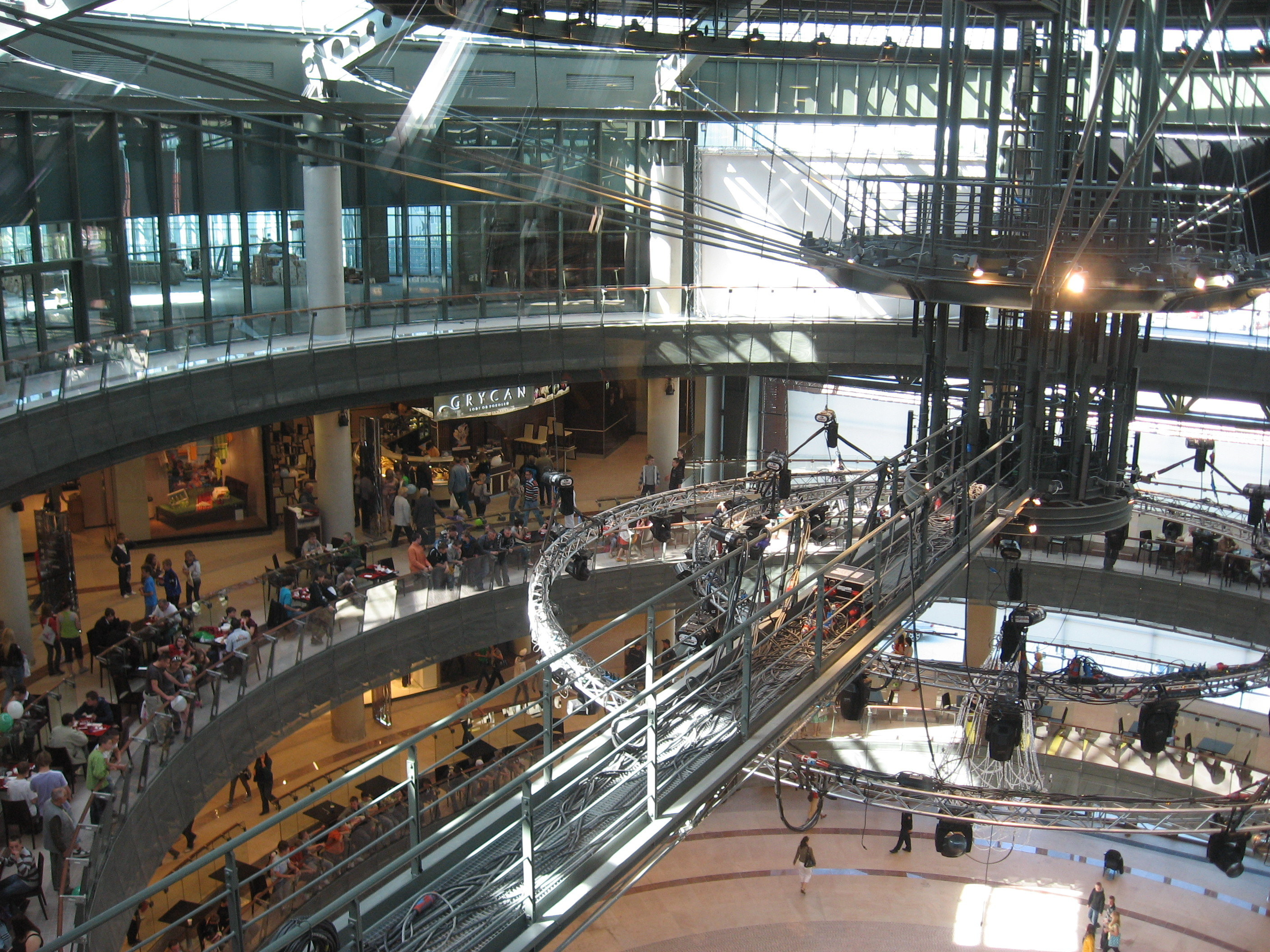
Внутрішній інтер'єр

Cuprum Arena збудована на місці, де раніше знаходився ринок. Замовником, інвестором та девелопером ТРЦ виступила «MGC Inwest spółka z o.o.» Основним власником компанії є Даріуш Мілек — один з найбагатших поляків (зі статками 2,5 млрд. зл. займав 7-е місце в списку журналу Forbes у 2013 році), основним бізнесом якого є найбільша у Польщі мережа з продажу взуття CCC. Cuprum Arena стала другим реалізованим проектом MGC Inwest.

### Технічні характеристики
- Площа земельної ділянки: 3,2 га
- Об'єм: 439 тис. м³
- Комерційна площа: 35 000 м²
- Офісна площа: 1 700 м²
- Загальна площа: 76 000 м²
- Кількість магазинів: приблизно 130
- Кількість паркувальних місць: 900 (500 з них критих)
- Загальний обсяг інвестицій: 70 млн. €

## Нагороди
Cuprum Arena у 2010 році був номінований та вийшов у фінал конкурсу European Shopping Center Award в категорії середніх торгових центрів (30 000-45 000 м²).